# Burchard (Cambrai)
Burchard († 3. Januar 1130) war von 1114/16 bis 1130 Bischof von Cambrai.

## Leben
Burchard gehörte dem Marienstift in Aachen an, war Mitglied der Hofkapelle und ein Vertrauter Kaiser Heinrichs V. Er wurde 1114 auf Vorschlag des Kaisers zum Bischof von Cambrai gewählt. Aufgrund des Investiturstreits verweigerte der Erzbischof von Reims die Weihe, erst nachdem Burchard zweimal nach Rom gereist war, erkannte der Papst die Wahl an und Burchard wurde am 4. Juli 1116 in Reims zum Bischof geweiht. Er war mit Norbert von Xanten befreundet und begünstigte in seiner Diözese die Prämonstratenser. Er war an Stiftungen von Hospitälern in Cambrai und Brüssel beteiligt. Burchard findet sich mehrfach im kaiserlichen Gefolge 1119 in Antwerpen sowie 1122 und 1128 in Aachen. 1123 erreichte er auf dem Laterankonzil die Rückgabe der ans Bistum Arras verlorengegangenen Gebiete seiner Diözese. Mit den Grafen von Flandern war er in einen langjährigen Konflikt um die Burggrafschaft Cambrai verwickelt.